# Litoria revelata
Litoria revelata – gatunek płaza bezogonowego z podrodziny Pelodryadinae w rodzinie rzekotkowatych (Hylidae). 
Żaby te występują na wschodnim wybrzeżu Australii – od południowo-wschodniego Queenslandu do wschodniej Nowej Południowej Walii, izolowane populacje także w północno-wschodnim i wschodnim Queenslandzie.